# Renault Modus
El Renault Modus es un monovolumen del segmento B diseñado por el fabricante de automóviles francés Renault en el año 2004. Es un cinco puertas homologado para cinco ocupantes con tracción delantera y motor delantero transversal, que se ubica en la gama de Renault entre el Renault Twingo y el Renault Scénic, que pertenecen a los segmentos A y C respectivamente.
Un prototipo prácticamente idéntico al de producción fue presentado en el Salón del Automóvil de Ginebra de 2004, y fue puesto a la venta a fines de ese año. Todas las unidades del Modus se fabricaban en Valladolid, España.
Debido a que su precio era alto y diseño controvertido, el nivel de ventas del Modus fue menor a lo esperado por Renault, por lo que redujo progresivamente la velocidad de producción a menos de la mitad.

## Características
El Modus utilizaba la plataforma mecánica B (la misma del Nissan Micra y en el Renault Clio). Su portón trasero tiene una tapa en la parte inferior que se bascula hacia abajo, como en el Mini original. En algunos niveles de equipamiento, la banqueta posterior puede configurarse para dos o tres plazas y es desplazable longitudinalmente 170 mm, para repartir el espacio entre las plazas traseras y el maletero. El Modus es el primer monovolumen de su segmento en obtener las cinco estrellas en la prueba protección de adultos en choques del EuroNCAP.
Originalmente, su tamaño era inferior al de otros monovolúmenes del segmento B y cercano al de algunos del segmento A, como el Peugeot 207 o el Renault Clio, siendo este último 3 cm más largo. El Modus está rivalizando con el Peugeot 1007, Fiat Idea, Opel Meriva y el Nissan Note. A comienzos de 2008, el Modus fue profundamente reestilizado, con un diseño exterior notoriamente distinto, un maletero más grande y equipamientos y tapizados modificados. También se estrenó una variante larga llamada "Grand Modus", que cuenta con más espacio en los asientos traseros y el baúl.

## Modus (2004-2008)

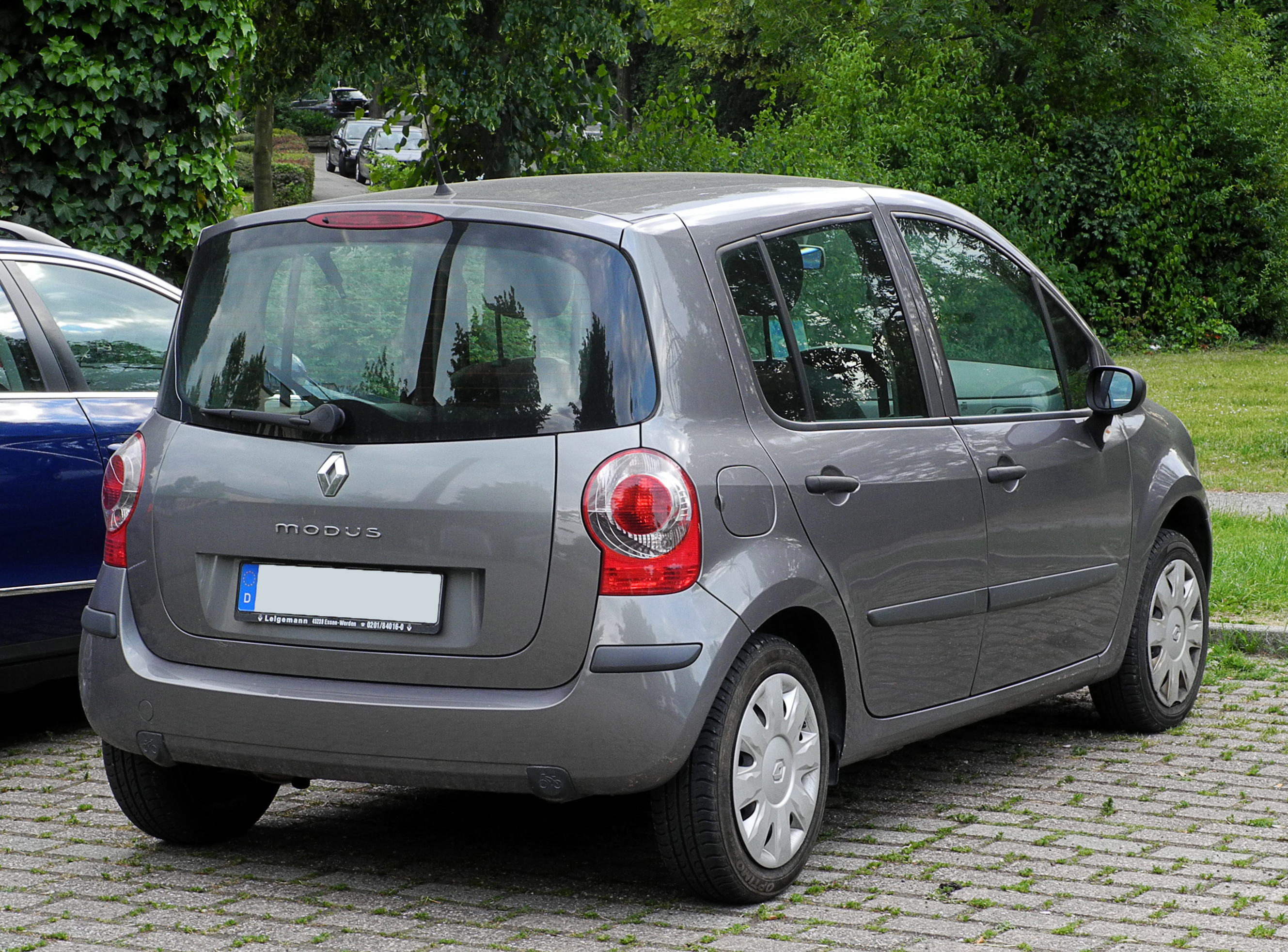
Trasera del Modus
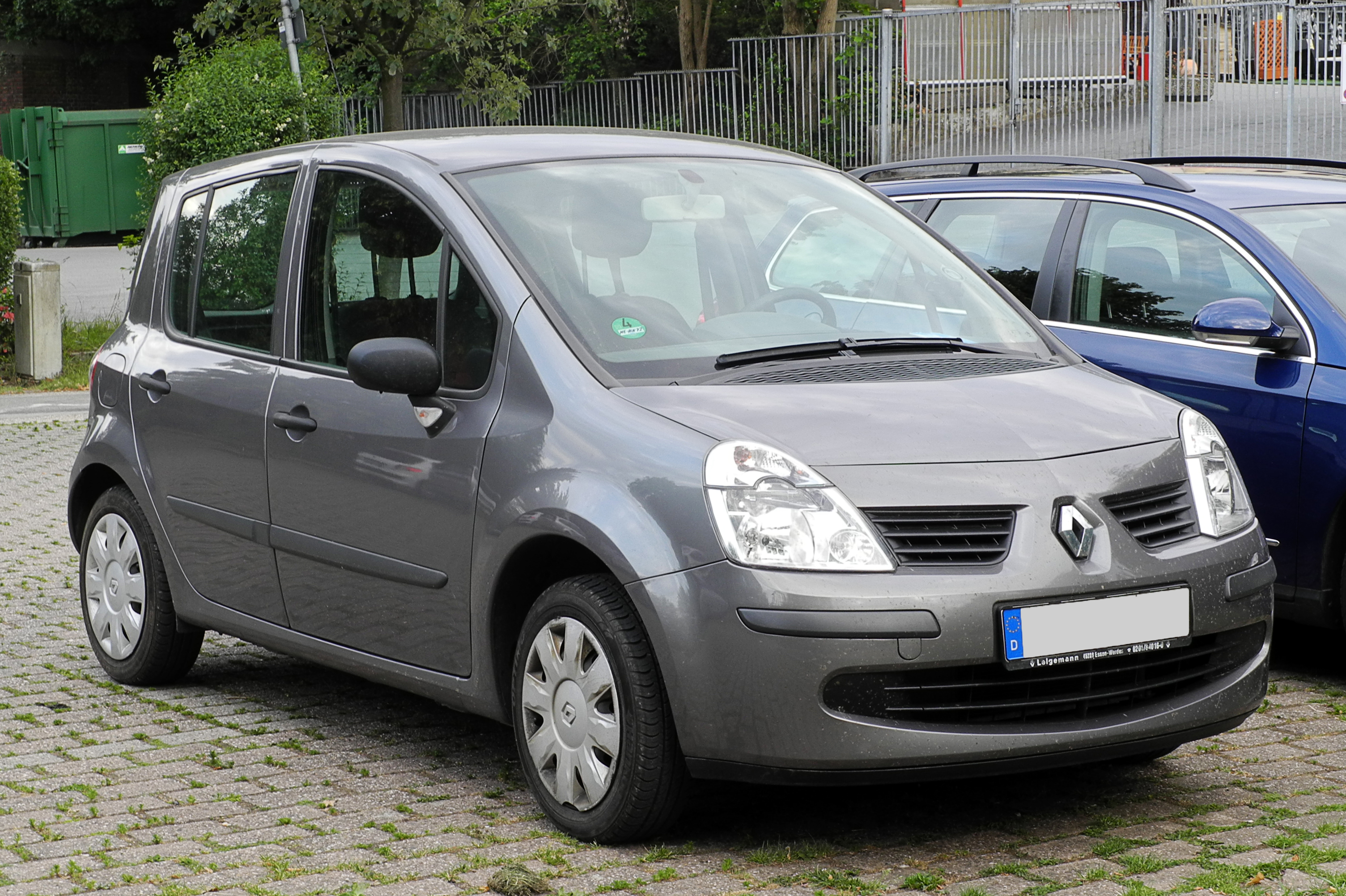
Delantera del Modus

### Motorizaciones
| Periodo                        | 2004-2010             | 2007-2010             | 2004-2010             | 2004-2010                                         | 2004-2010                                            | 2004-2010                                            | 2006-2010                                            | 2006-2010                                            |           |           |           |           |           |           |           |           |           |           |           |           |
| Tipo de motor                  | L4 16v                | L4 16v, turbo         | L4 16v                | L4 16v                                            | L4 8v, diésel, inyección directa, common-rail, turbo | L4 8v, diésel, inyección directa, common-rail, turbo | L4 8v, diésel, inyección directa, common-rail, turbo | L4 8v, diésel, inyección directa, common-rail, turbo |           |           |           |           |           |           |           |           |           |           |           |           |
| Identificación del motor       | D4F                   | D4F                   | K4J                   | K4M                                               | K9K                                                  | K9K                                                  | K9K                                                  | K9K                                                  |           |           |           |           |           |           |           |           |           |           |           |           |
| Diámetro x carrera             | 69.0 mm x 76.8 mm     | 69.0 mm x 76.8 mm     | 79.5 mm x 70.0 mm     | 79.5 mm x 80.5 mm                                 | 76.0 mm x 80.5 mm                                    | 76.0 mm x 80.5 mm                                    | 76.0 mm x 80.5 mm                                    | 76.0 mm x 80.5 mm                                    |           |           |           |           |           |           |           |           |           |           |           |           |
| Cilindrada                     | 1149 cm³              | 1149 cm³              | 1390 cm³              | 1598 cm³                                          | 1461 cm³                                             | 1461 cm³                                             | 1461 cm³                                             | 1461 cm³                                             |           |           |           |           |           |           |           |           |           |           |           |           |
| Relación de compresión         | 9.8: 1                | 9.5: 1                | 10.0: 1               | 10.0: 1                                           | 17.9: 1                                              | 17.9: 1                                              | 17.9: 1                                              | 15.6: 1                                              |           |           |           |           |           |           |           |           |           |           |           |           |
| Potencia máxima: CV (kW) @ rpm | 75 CV (55 kW) @ 5500  | 101 CV (74 kW) @ 5500 | 98 CV (72 kW) @ 5700  | 110 CV (82 kW) @ 6000                             | 70 CV (50 kW) @ 4000                                 | 80 CV (60 kW) @ 4000                                 | 85 CV (63 kW) @ 3750                                 | 105 CV (78 kW) @ 4000                                |           |           |           |           |           |           |           |           |           |           |           |           |
| Par máximo: Nm @ rpm           | 105 Nm @ 4250         | 145 Nm @ 3000         | 127 Nm @ 4250         | 151 Nm @ 4250                                     | 160 Nm @ 1700                                        | 185 Nm @ 2000                                        | 200 Nm @ 1900                                        | 240 Nm @ 2000-2500                                   |           |           |           |           |           |           |           |           |           |           |           |           |
| Tracción                       | Delantera             | Delantera             | Delantera             | Delantera                                         | Delantera                                            | Delantera                                            | Delantera                                            | Delantera                                            | Delantera | Delantera | Delantera | Delantera | Delantera | Delantera | Delantera | Delantera | Delantera | Delantera | Delantera | Delantera |
| Transmisión                    | Manual, 5 velocidades | Manual, 5 velocidades | Manual, 5 velocidades | Manual, 5 velocidades / Automática, 4 velocidades | Manual, 5 velocidades                                | Manual, 5 velocidades                                | Manual, 5 velocidades / Automática, 5 velocidades    | Manual, 5 velocidades                                |           |           |           |           |           |           |           |           |           |           |           |           |
| Peso                           | 1195 kg               | 1215 kg               | 1235 kg               | 1245 kg                                           | 1255 kg                                              | 1260 kg                                              | 1260 kg                                              | 1275 kg                                              |           |           |           |           |           |           |           |           |           |           |           |           |
| Aceleración 0–100 km/h         | 13.5 s                | 11.2 s                | 11.4 s                | 10.3 s                                            | 15.3 s                                               | 13.4 s                                               | 13.0 s                                               | 11.2 s                                               |           |           |           |           |           |           |           |           |           |           |           |           |
| Velocidad máxima               | 163 km/h              | 182 km/h              | 177 km/h              | 188 km/h                                          | 159 km/h                                             | 168 km/h                                             | 171 km/h                                             | 186 km/h                                             |           |           |           |           |           |           |           |           |           |           |           |           |
| Consumo combinado (L/100 km)   | 6.0                   | 5.9                   | 6.7                   | 6.8                                               | 4.7                                                  | 4.6                                                  | 4.5                                                  | 4.7                                                  |           |           |           |           |           |           |           |           |           |           |           |           |

## Grand Modus (2009-2012)

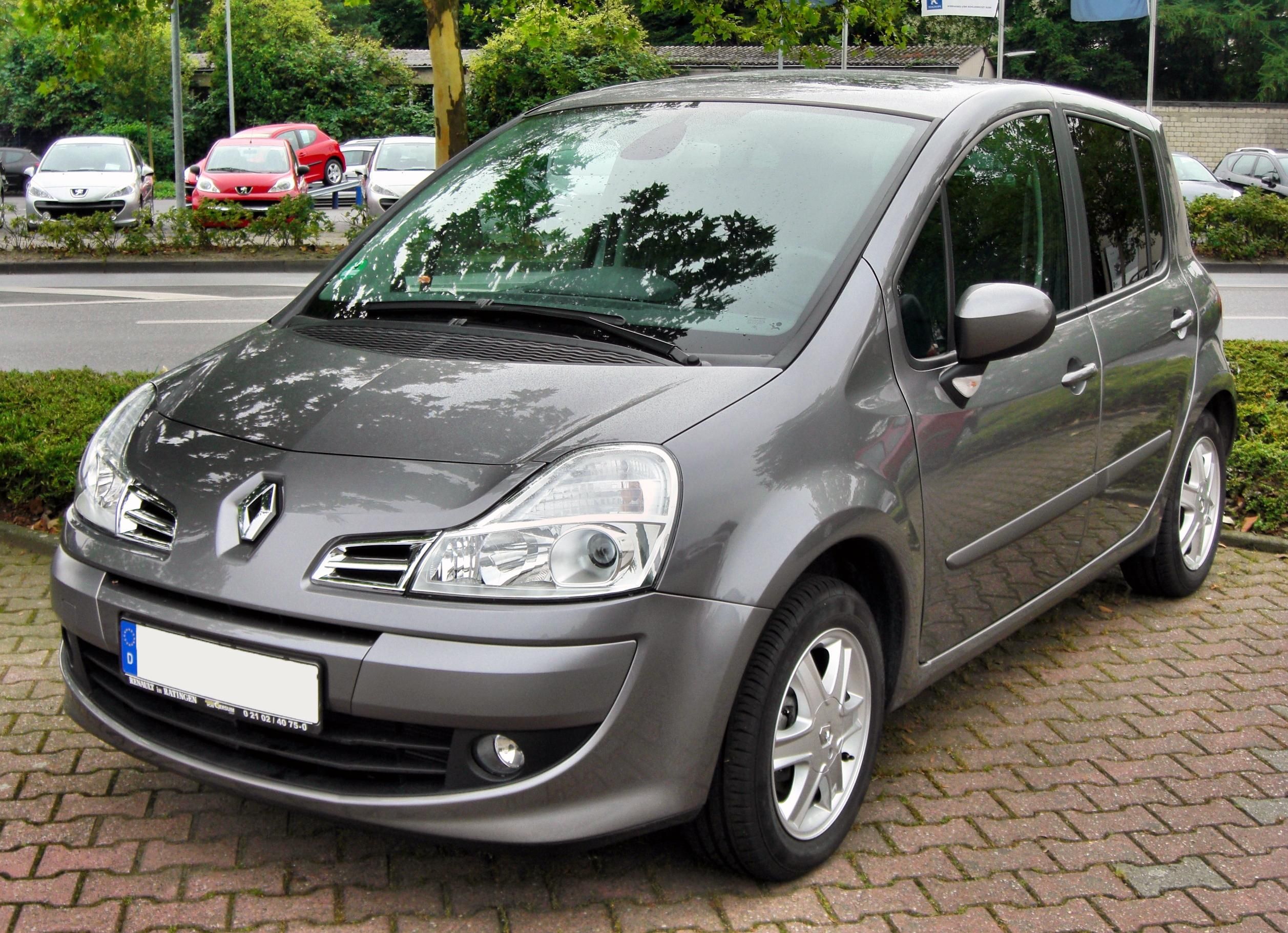
Delantera del Grand Modus
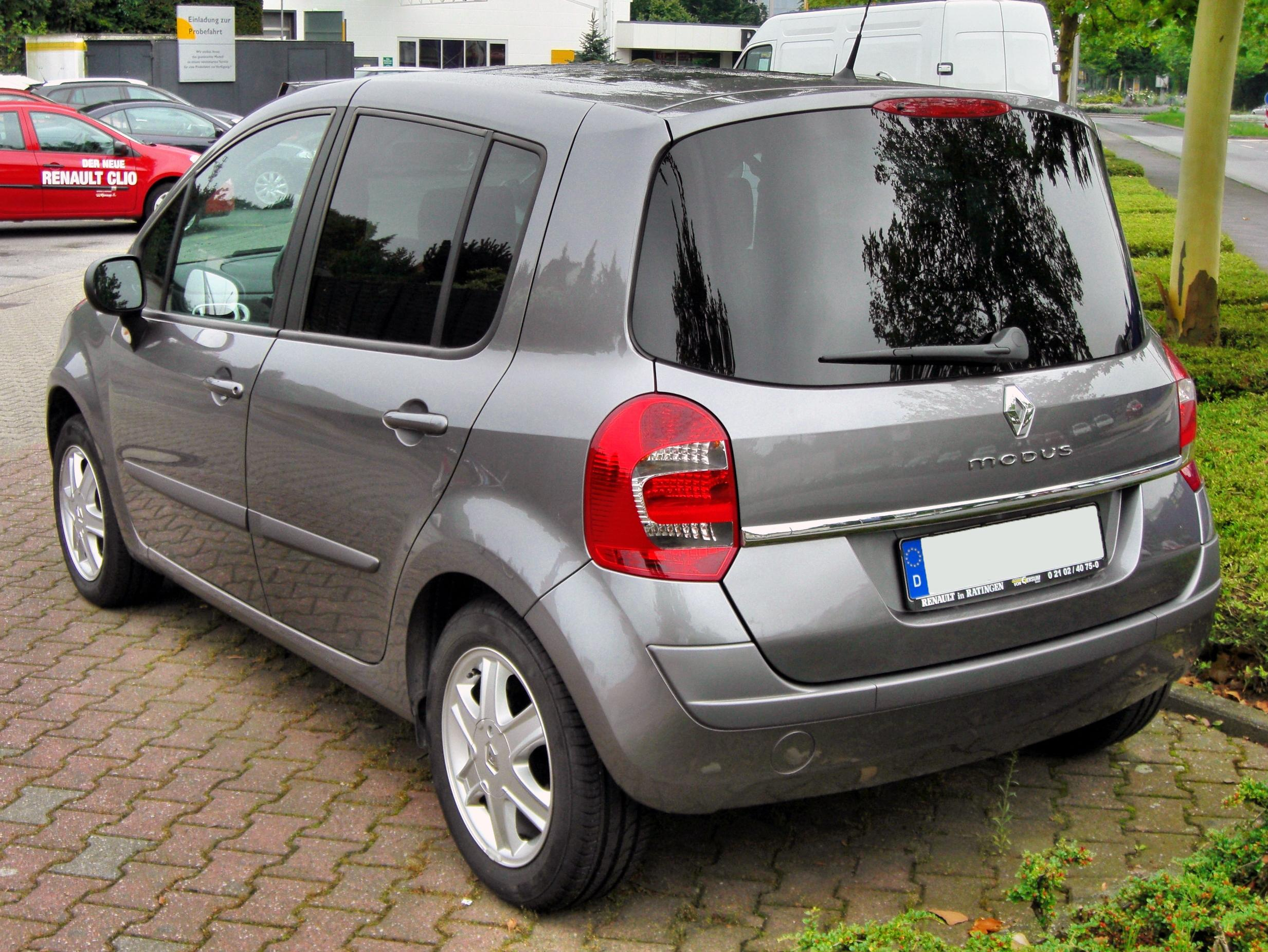
Trasera del Grand Modus
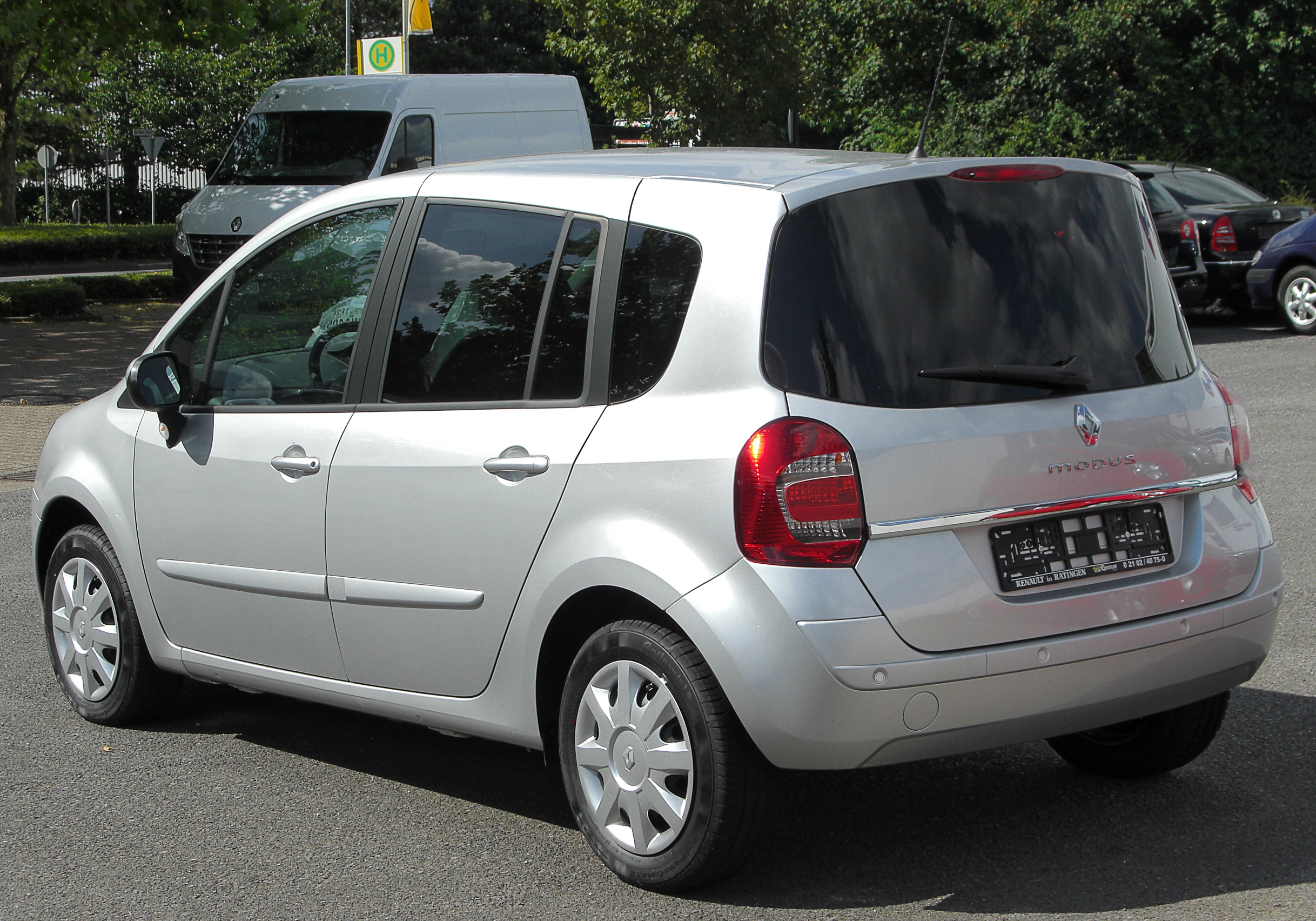
Renault Grand Modus (2008–2012)

### Motorizaciones
| Periodo                        | 2010-2012             | 2010-2012             | 2010-2011                 | 2010-2012                                            | 2010-2012                                            | 2010-2012                                            | 2010-2012                                            | 2010-2012                                            |           |           |           |           |           |           |           |           |           |           |           |           |
| Tipo de motor                  | L4 16v                | L4 16v, turbo         | L4 16v                    | L4 8v, diésel, inyección directa, common-rail, turbo | L4 8v, diésel, inyección directa, common-rail, turbo | L4 8v, diésel, inyección directa, common-rail, turbo | L4 8v, diésel, inyección directa, common-rail, turbo | L4 8v, diésel, inyección directa, common-rail, turbo |           |           |           |           |           |           |           |           |           |           |           |           |
| Identificación del motor       | D4F                   | D4F                   | K4M                       | K9K                                                  | K9K                                                  | K9K                                                  | K9K                                                  | K9K                                                  |           |           |           |           |           |           |           |           |           |           |           |           |
| Diámetro x carrera             | 69.0 mm x 76.8 mm     | 69.0 mm x 76.8 mm     | 79.5 mm x 80.5 mm         | 76.0 mm x 80.5 mm                                    | 76.0 mm x 80.5 mm                                    | 76.0 mm x 80.5 mm                                    | 76.0 mm x 80.5 mm                                    | 76.0 mm x 80.5 mm                                    |           |           |           |           |           |           |           |           |           |           |           |           |
| Cilindrada                     | 1149 cm³              | 1149 cm³              | 1598 cm³                  | 1461 cm³                                             | 1461 cm³                                             | 1461 cm³                                             | 1461 cm³                                             | 1461 cm³                                             |           |           |           |           |           |           |           |           |           |           |           |           |
| Relación de compresión         | 9.8: 1                | 9.8: 1                | 10.0: 1                   | 17.9: 1                                              | 17.6: 1                                              | 17.9: 1                                              | 17.9: 1                                              | 15.6: 1                                              |           |           |           |           |           |           |           |           |           |           |           |           |
| Potencia máxima: CV (kW) @ rpm | 75 CV (55 kW) @ 5500  | 101 CV (74 kW) @ 5500 | 110 CV (82 kW) @ 6000     | 65 CV (48 kW) @ 4000                                 | 75 CV (55 kW) @ 4000                                 | 85 CV (63 kW) @ 3750                                 | 90 CV (65 kW) @ 4000                                 | 105 CV (78 kW) @ 4000                                |           |           |           |           |           |           |           |           |           |           |           |           |
| Par máximo: Nm @ rpm           | 105 Nm @ 4250         | 145 Nm @ 3000         | 151 Nm @ 4250             | 160 Nm @ 1700                                        | 180 Nm @ 1750                                        | 200 Nm @ 1900                                        | 200 Nm @ 1750                                        | 240 Nm @ 2000                                        |           |           |           |           |           |           |           |           |           |           |           |           |
| Tracción                       | Delantera             | Delantera             | Delantera                 | Delantera                                            | Delantera                                            | Delantera                                            | Delantera                                            | Delantera                                            | Delantera | Delantera | Delantera | Delantera | Delantera | Delantera | Delantera | Delantera | Delantera | Delantera | Delantera | Delantera |
| Transmisión                    | Manual, 5 velocidades | Manual, 5 velocidades | Automática, 4 velocidades | Manual, 5 velocidades                                | Manual, 5 velocidades                                | Manual, 5 velocidades                                | Manual, 5 velocidades                                | Manual, 6 velocidades                                |           |           |           |           |           |           |           |           |           |           |           |           |
| Peso                           | 1225 kg               | 1235 kg               | 1275 kg                   | 1255 kg                                              | 1165 kg                                              | 1290 kg                                              | 1290 kg                                              | 1305 kg                                              |           |           |           |           |           |           |           |           |           |           |           |           |
| Aceleración 0–100 km/h         | 13.7 s                | 11.3 s                | 10.5 s                    | 15.7 s                                               | 15.0 s                                               | 13.4 s                                               | 13.4 s                                               | 11.6 s                                               |           |           |           |           |           |           |           |           |           |           |           |           |
| Velocidad máxima               | 162 km/h              | 182 km/h              | 188 km/h                  | 156 km/h                                             | 162 km/h                                             | 171 km/h                                             | 171 km/h                                             | 186 km/h                                             |           |           |           |           |           |           |           |           |           |           |           |           |
| Consumo combinado (L/100 km)   | 5.9                   | 6.0                   | 7.7                       | 4.7                                                  | 4.1                                                  | 4.5                                                  | 4.1                                                  | 4.7                                                  |           |           |           |           |           |           |           |           |           |           |           |           |

## Fin de producción
El Renault Modus se dejó de fabricar en el año 2012, dejando su lugar en la cadena de montaje de la factoría Renault de Valladolid al nuevo Renault Captur, aunque quedando sin un sucesor concreto ya que el nuevo modelo tenía una orientación más de tipo crossover.